# وانالین
وانالین (به لاتین: Vanalinn) بخش قدیمی شهر تالین است که در فهرست میراث جهانی یونسکو ثبت شده است.

## نگارخانه

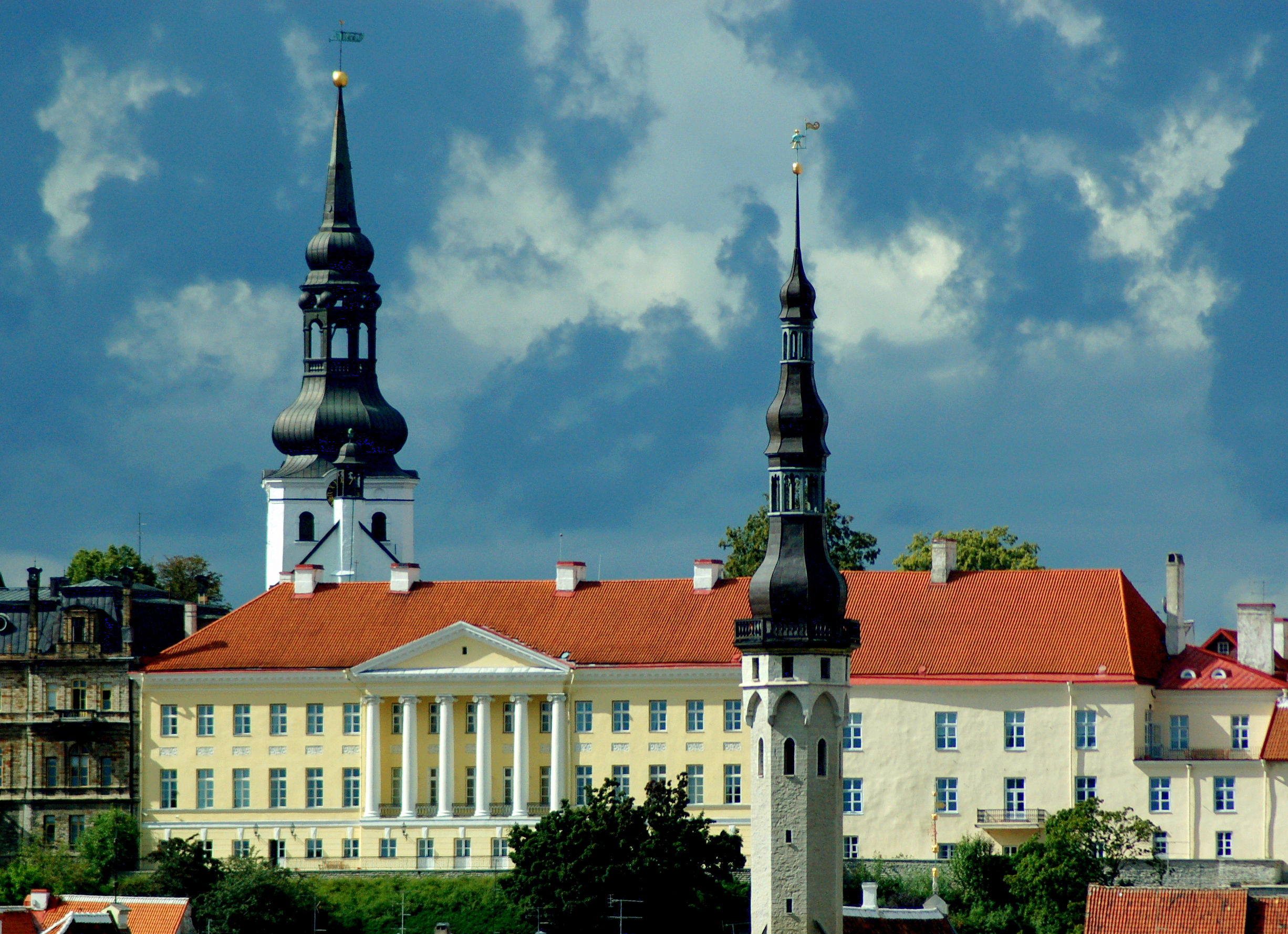
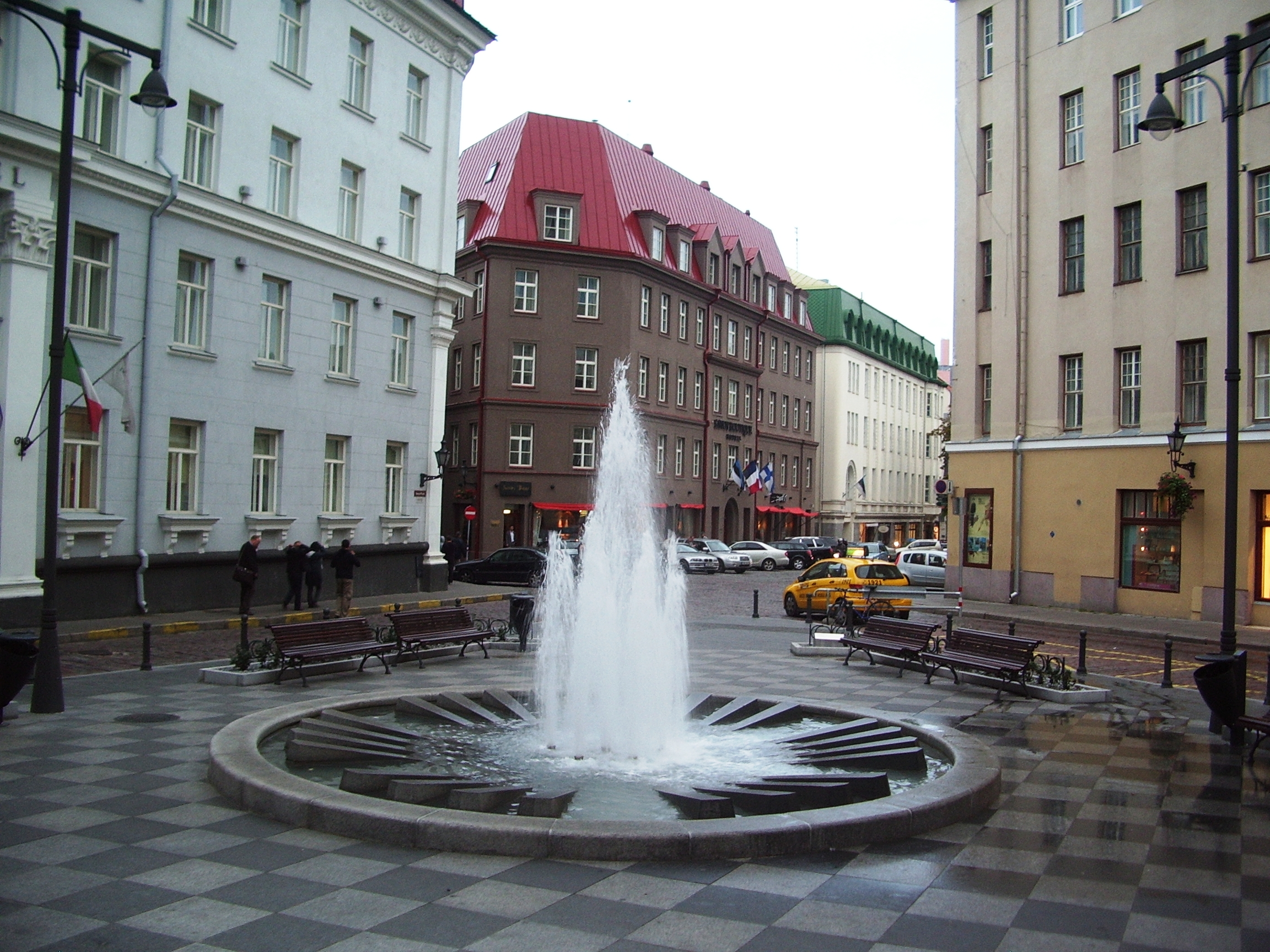

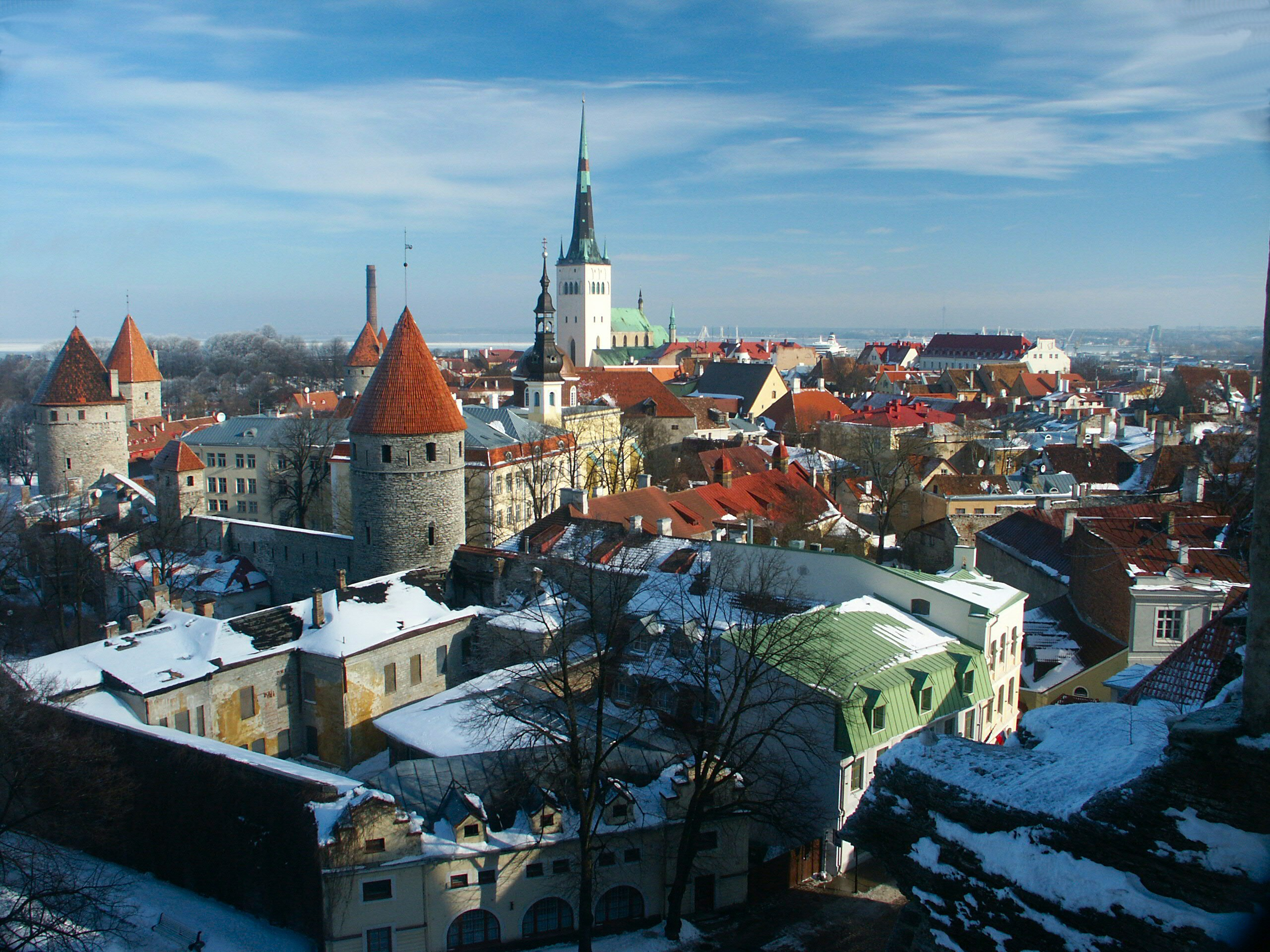
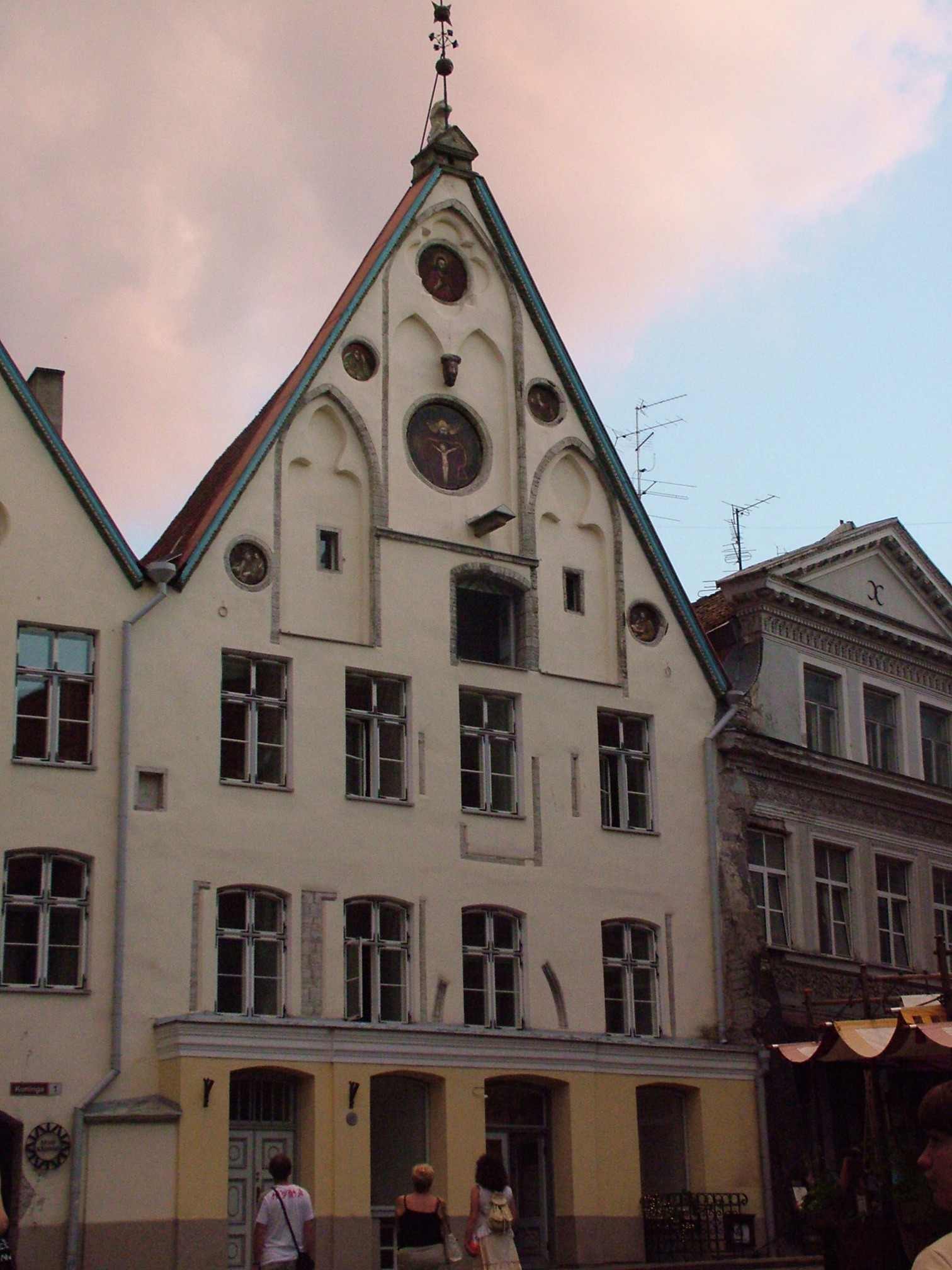
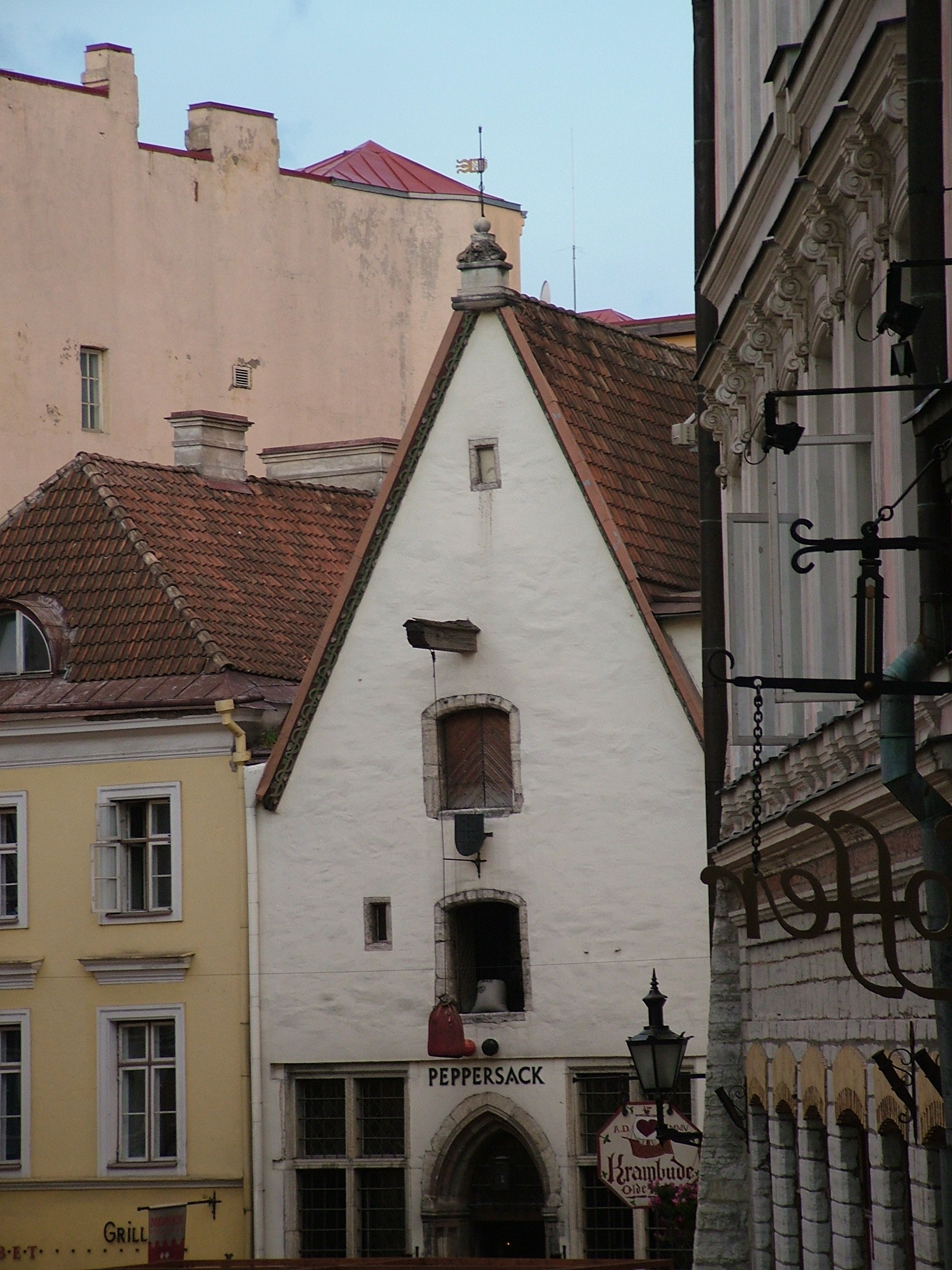

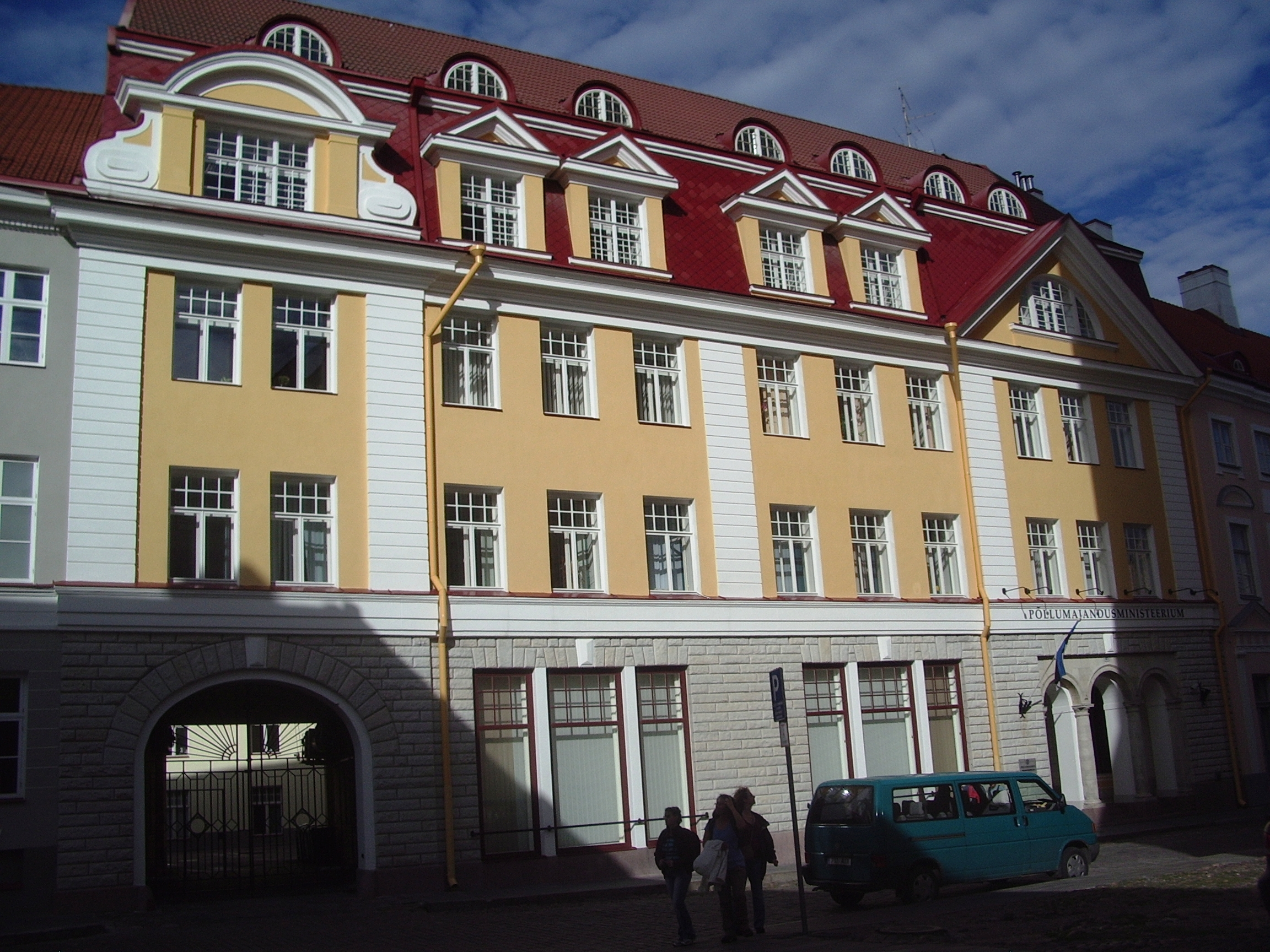
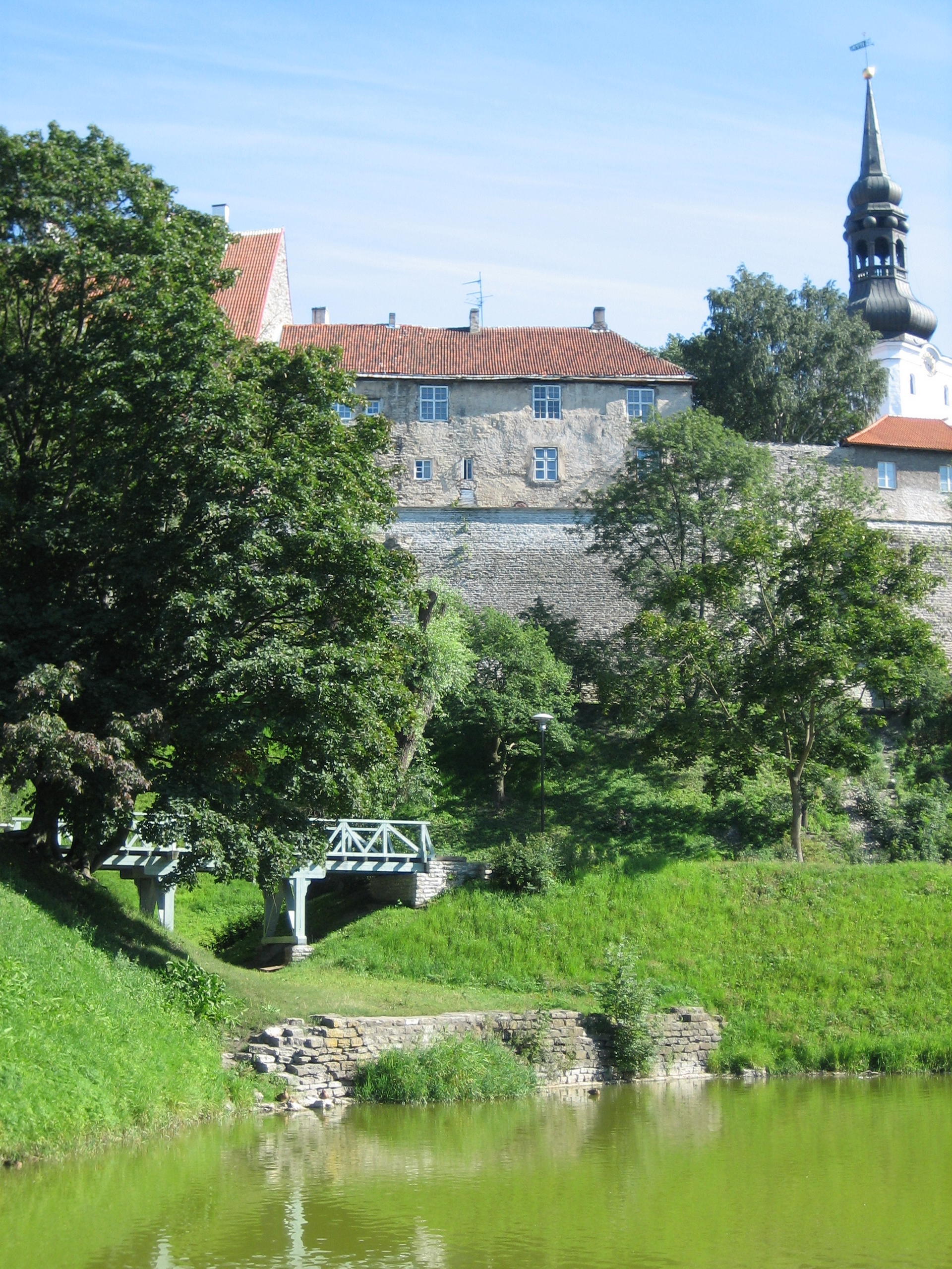
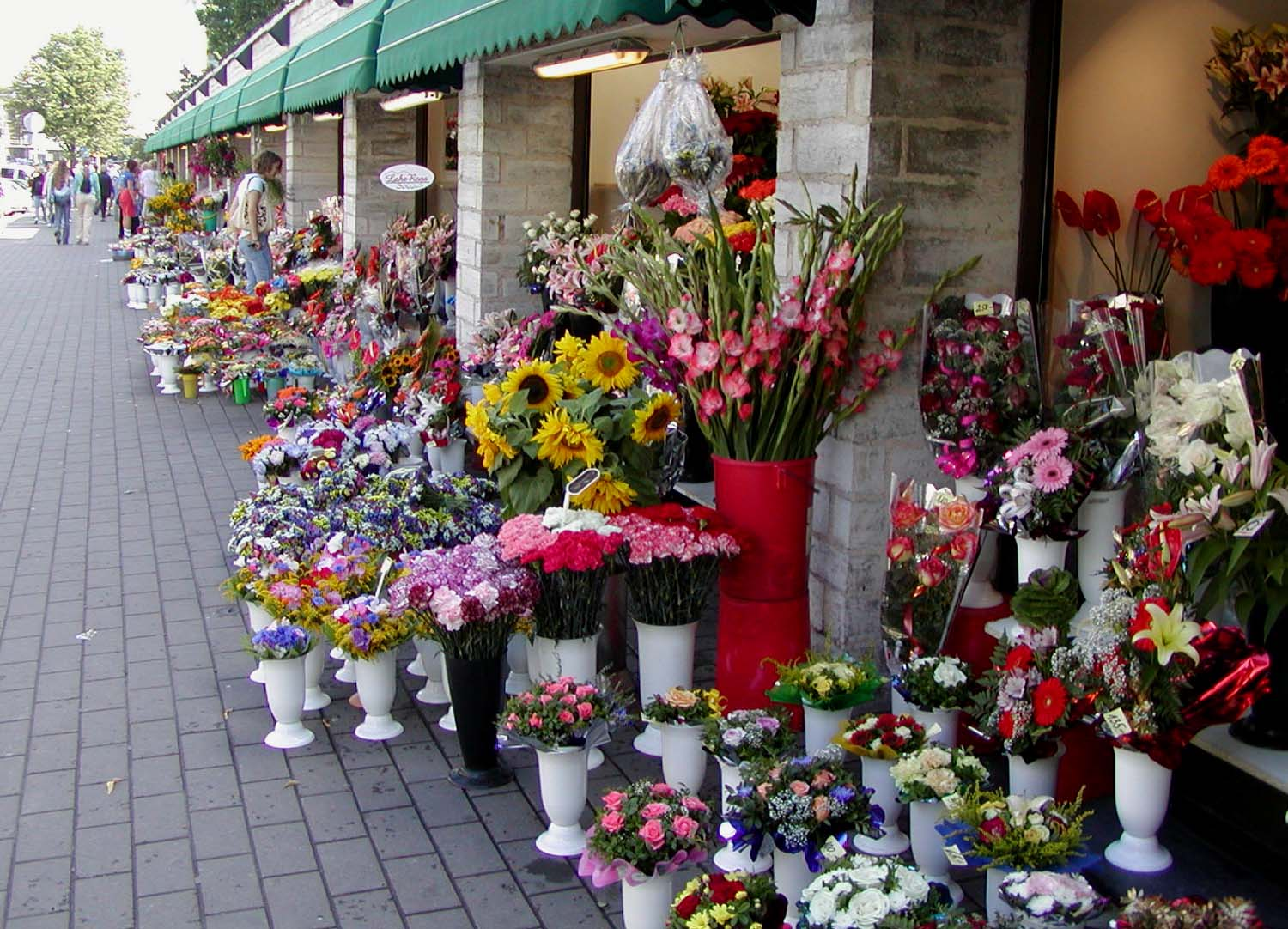
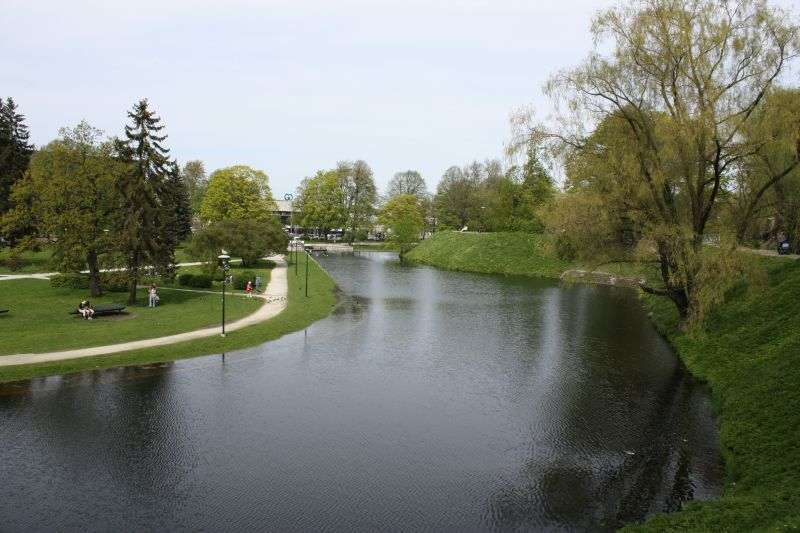
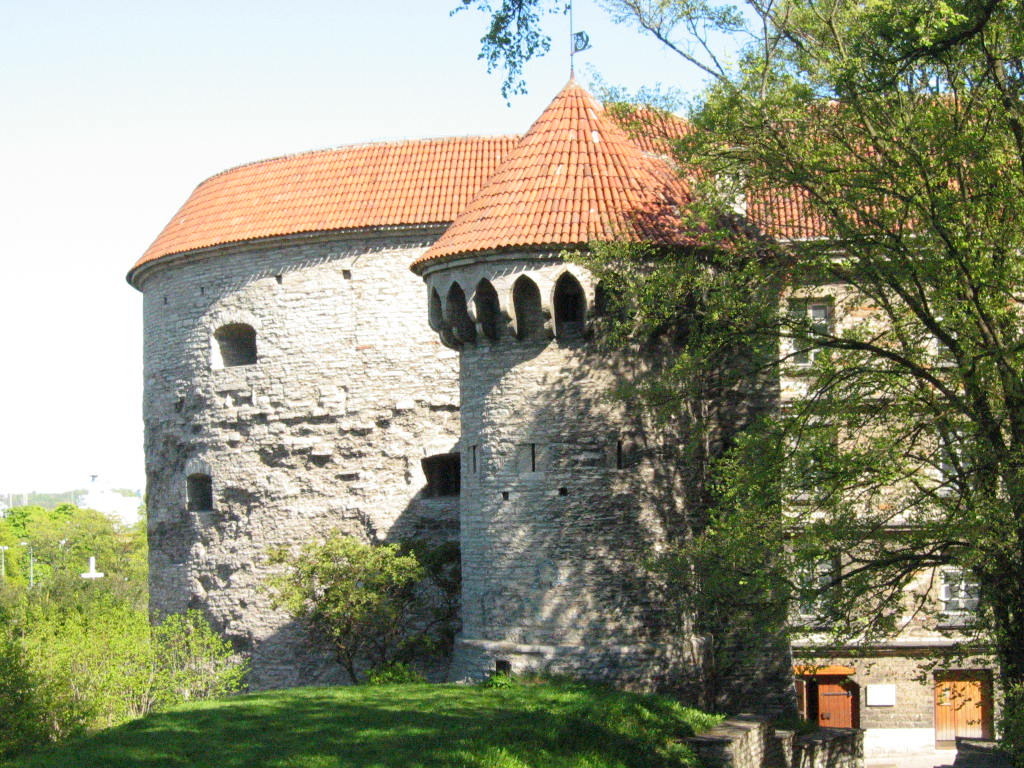
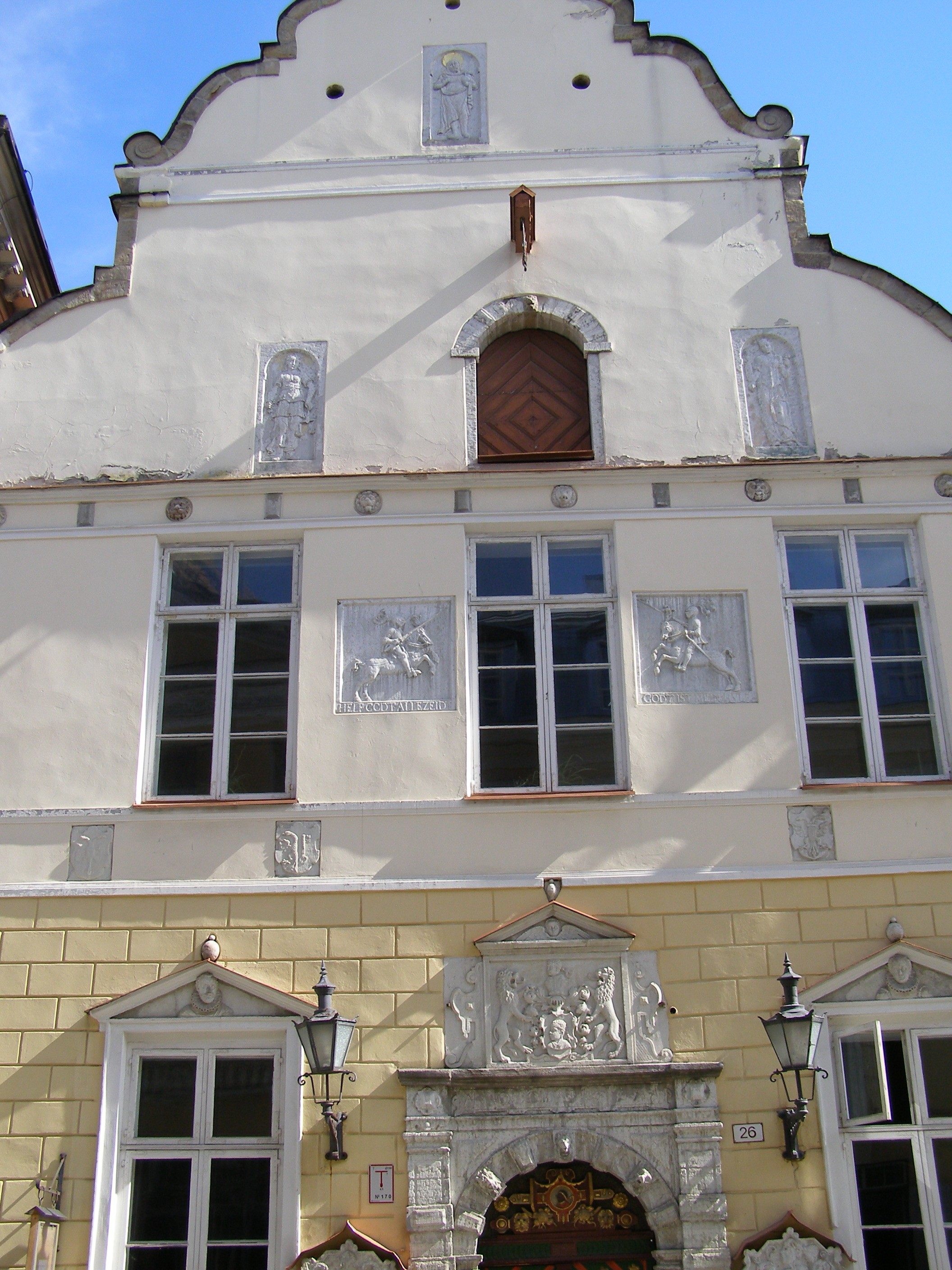
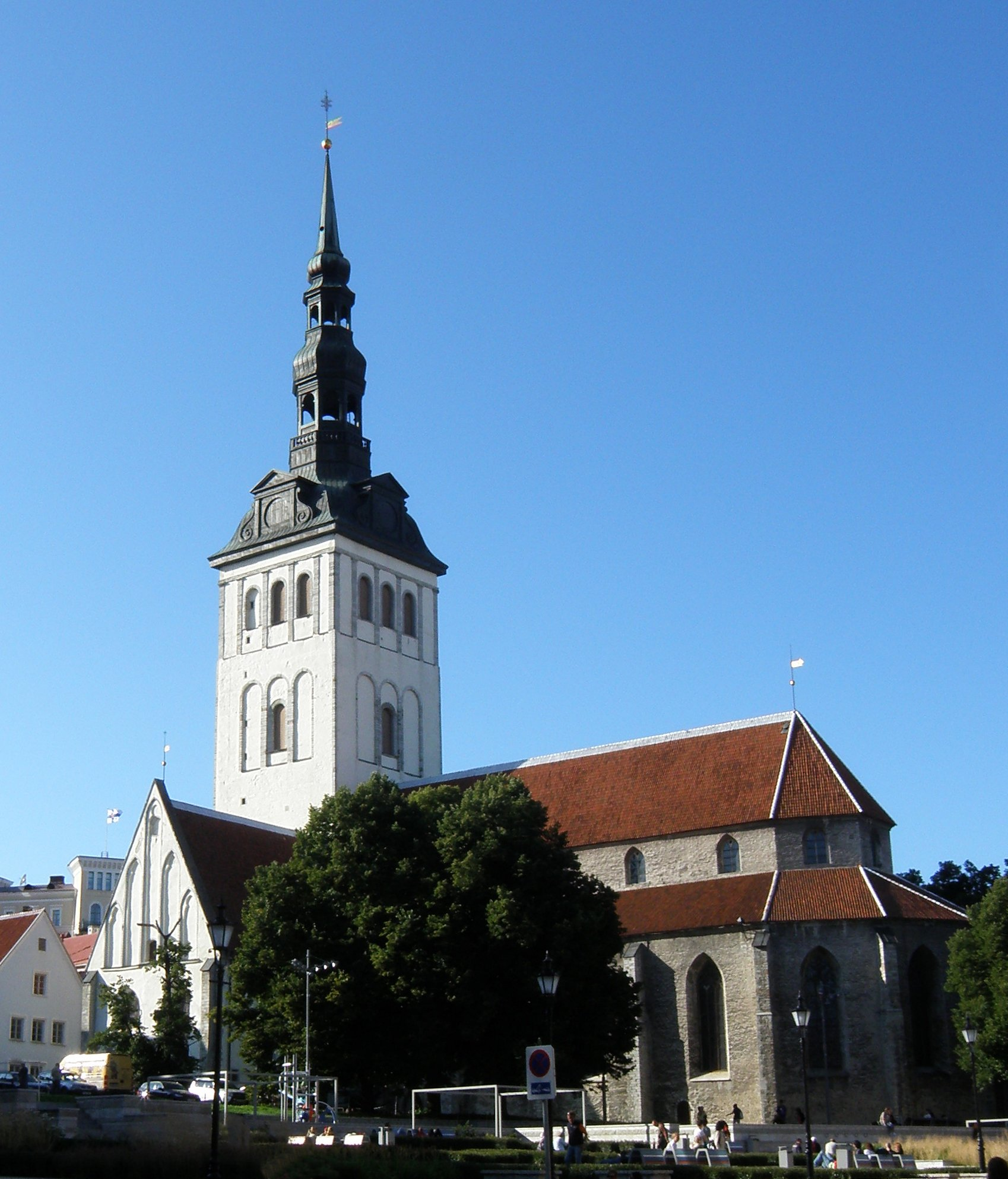
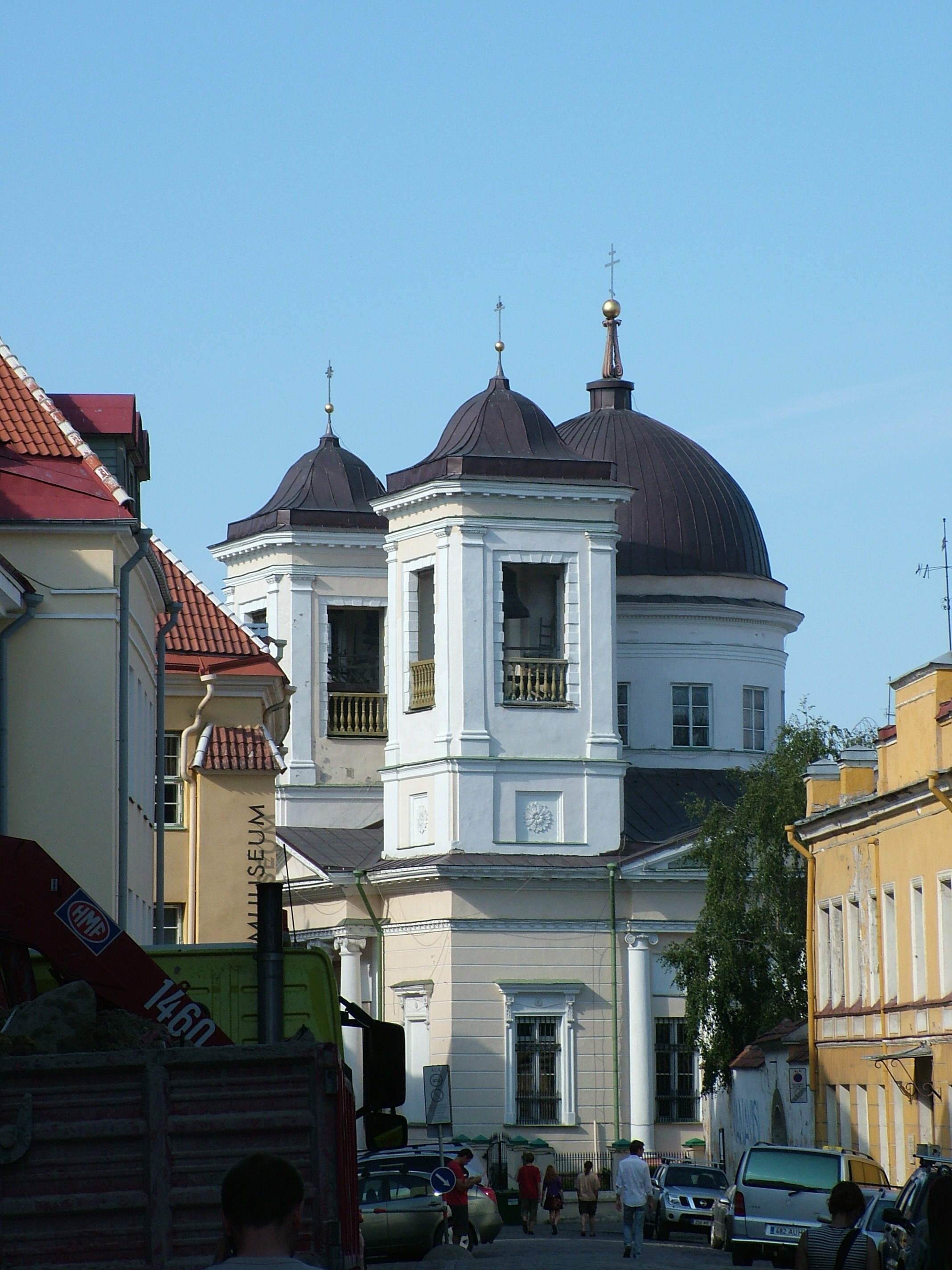
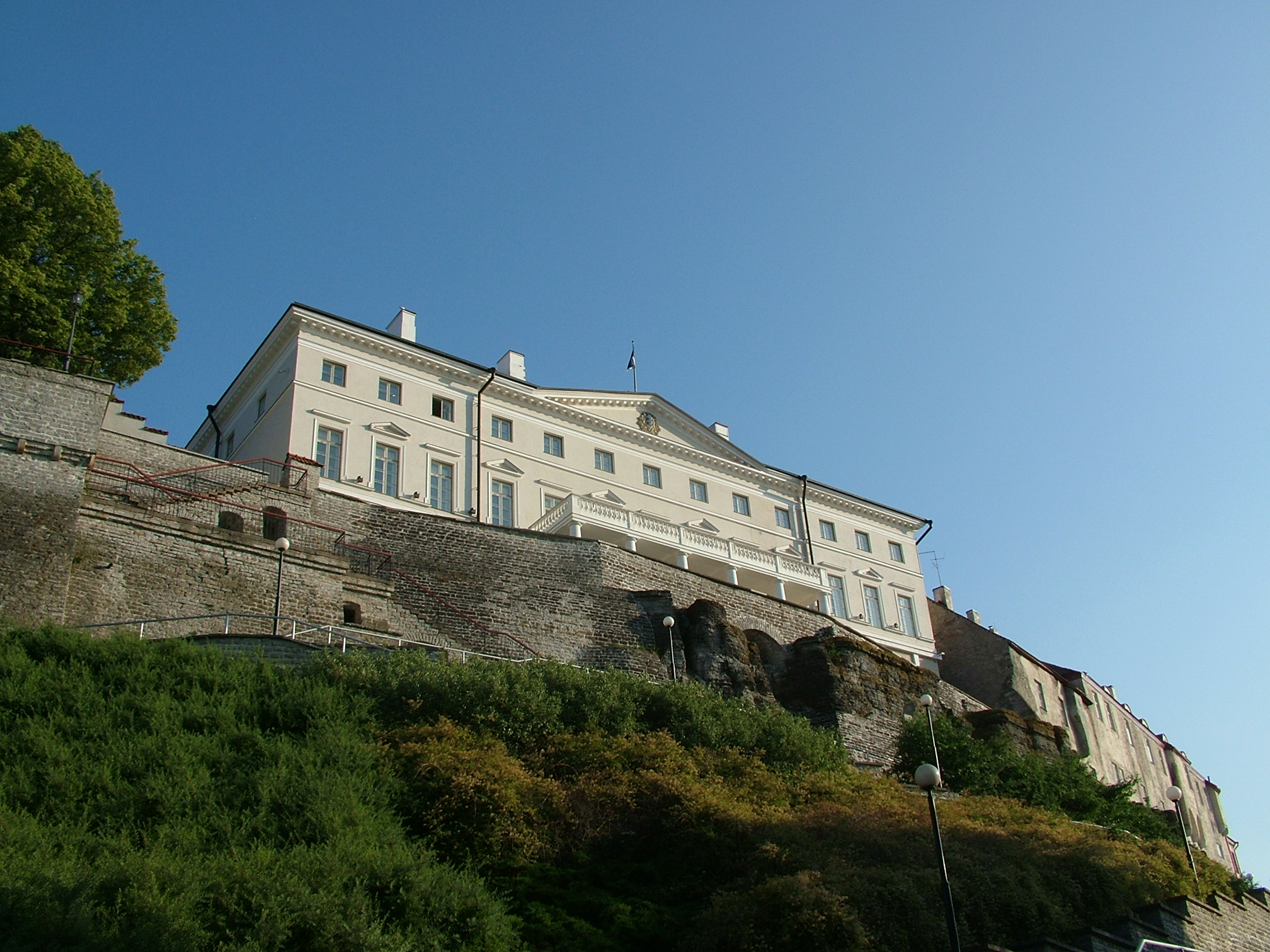
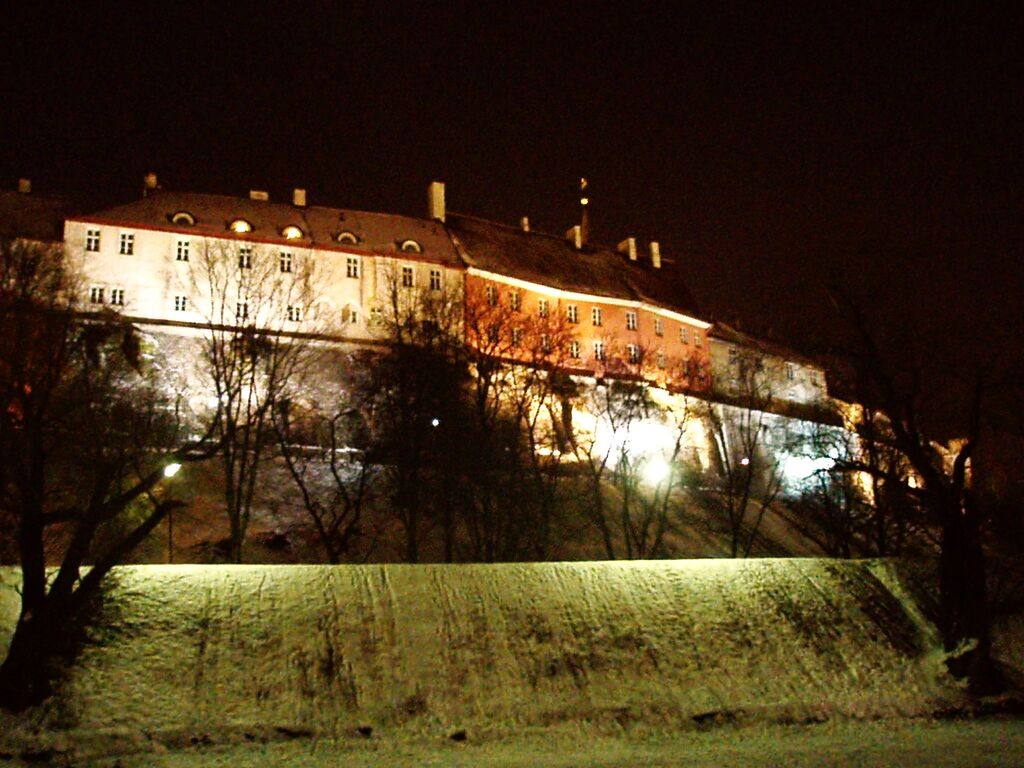
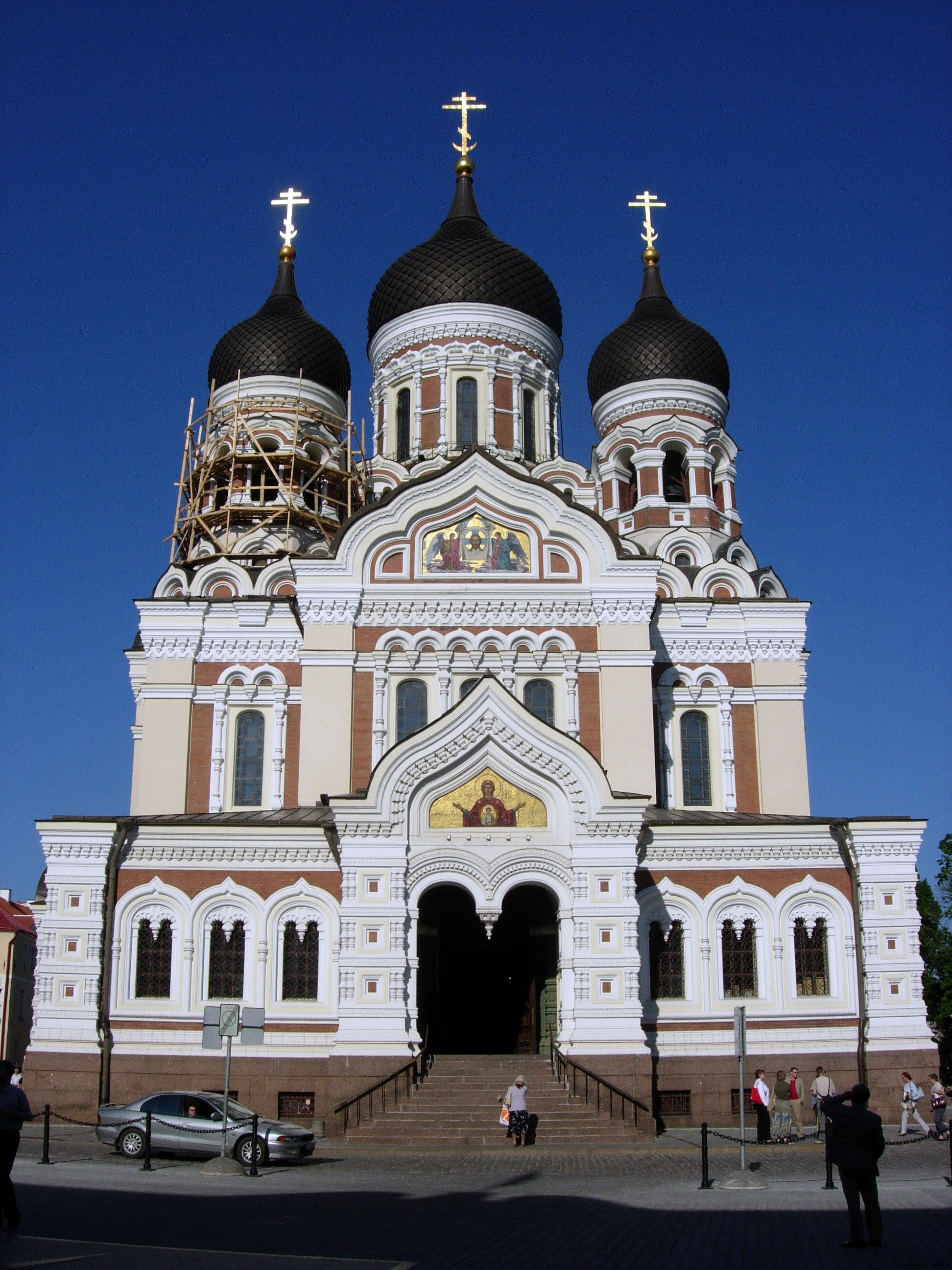
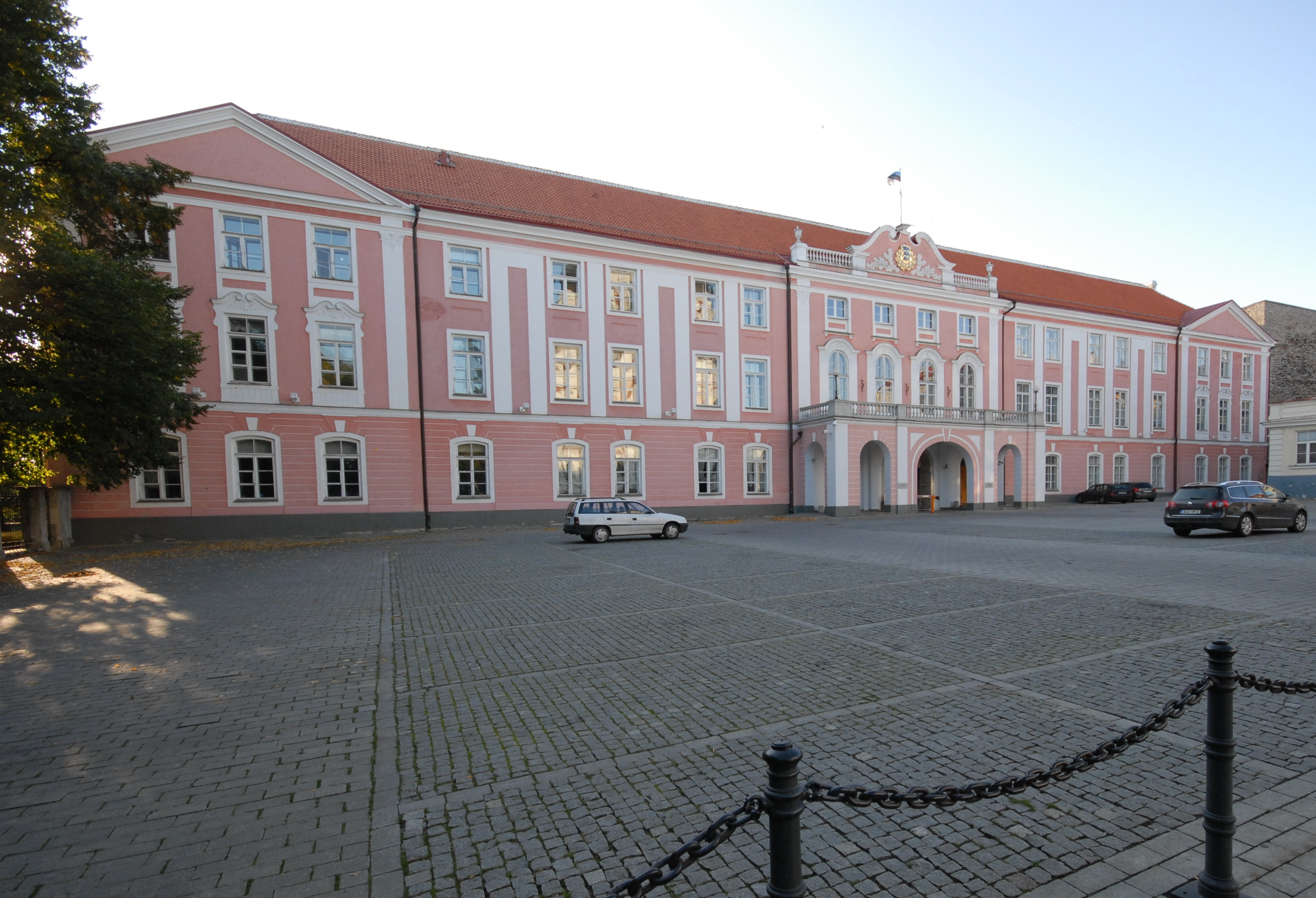

## خصوصیات
ونلین ۳٬۸۴۹ نفر جمعیت دارد.